# Tegostoma
Tegostoma é um gênero de mariposa pertencente à família Crambidae.